# Carl Perkins
Carl Lee Perkins (Tiptonville, 9 april 1932 – Jackson, 19 januari 1998) was een Amerikaans pionier in de rockabillymuziek, een combinatie van rhythm-and-blues en countrymuziek uitgebracht bij Sun Records in Memphis.

## Biografie
Geboren in Tiptonville, Tennessee, als zoon van een pachtboer, groeide Perkins op en raakte hij onder invloed van de zuidelijke gospelmuziek van zwarten die op de katoenvelden werkten. Toen hij zeven was, kreeg hij van zijn vader een, door hemzelf gemaakte, gitaar van een sigarenkist, een bezemsteel en binddraad. Op 13-jarige leeftijd won hij een talentenjacht met het zelfgeschreven liedje Movie Magg. Tien jaar later leidde het nummer ertoe dat producent Sam Phillips Perkins een contract aanbood bij Sun Records.
In 1955 schreef een arme en eenzame Perkins het nummer Blue suede shoes. Geproduceerd door Sam Phillips werd de plaat in 1956 enorm succesvol. In de Verenigde Staten werd het de nummer 1 in de BillBoard Magazine Country-hitlijst, de nummer 4 op de poplijst en de nummer 2 op de rhythm-and-blueslijst. In Engeland kwam het nummer in de top tien. Het was de eerste plaat van een artiest bij Sun waarvan er meer dan een miljoen werden verkocht.
Op 22 maart 1956, toen zijn carrière op het hoogtepunt was, raakte Perkins betrokken bij een auto-ongeluk dat hem bijna noodlottig werd. Toen Perkins aan het revalideren was, bracht Elvis Presley ook een hit uit met een coverversie van Blue suede shoes. Presley had het nummer al in januari van dat jaar opgenomen maar wachtte keurig af tot de hitnotering van Perkins' versie dalende was. Dat viel toevallig in de periode dat Perkins in het ziekenhuis lag. Perkins volgde in zijn ziekbed de presentatie van Presleys versie.
Op 4 december 1956 nam hij toevallig samen met Elvis, Johnny Cash en Jerry Lee Lewis in de Sun Studio een jamsessie op, welke de geschiedenis in zou gaan als het Million Dollar Quartet.
Perkins was voor veel artiesten een belangrijke inspirator. The Beatles speelden zijn Matchbox, Honey don't en Everybody's trying to be my baby. In 1968 zong Johnny Cash Perkins' Daddy Sang Bass naar de eerste plaats van de Amerikaanse countryhitlijst. Perkins zou een tiental jaren in Cash' begeleidingsband spelen.
Perkins werd in 1985 opgenomen in de Nashville Songwriters Hall of Fame en postuum in 2014 in de Memphis Music Hall of Fame. Hij overleed op 65-jarige leeftijd aan de gevolgen van keelkanker.